# Quadre General Llauder
El quadre del General Llauder, és un quadre pintat a l’any 1829 pel famós José de Madrazo En el quadre apareix el General Llauder, que va ser un general que va lluitar defensant Espanya de la invasió de Napoleó en el segle xix.

## Anàlisi del quadre
És un retrat estil romàntic, que es caracteritza per utilitzar diferents tècniques, pintura a l’oli, les aquarel·les, els gravats i les litografies. La textura comença a ser valorada en si mateixa i apareixen les superfícies rugoses juntament amb les formes més subtils. La pinzellada és lliure, viva i plena d'expressivitat.
Està pintat sobre tela i el tipus de pintura a l’oli, podem veure que els colors són majoritàriament foscos.
És un retrat del General Llauder. És un pla americà, ja que el quadre està tallat per sota les caselles. El General Llauder te’l cos lleugerament a la dreta. És un plànol de ¾.
És una composició clàssica, el motiu principal es troba en el centre.
Els colors predominants són el daurat, vermell i blau, que es troben en el vestuari. Tot i que el blau sigui un color fred, ens dona un entorn càlid. Una altra part del vestit, és fosc, on es pot confondre amb el fons. Però gràcies, el color fosc ressalta el General i la seva elegància. El fons està dividit en dues parts, una de les parts que ocupa una tercera part és una l'ona imperial que sembla que sigui de vellut, que ressalta l'elegància i el poder que té aquest. L'altra part es pot veure el fons, on també ressalta el poder d'aquesta persona, ja que ens indica que té camps. El fons és un paisatge rural on es pot veure muntanya i camps probablement són seus, i té una nototalitat poc saturada, és a dir que no és viva. També podem ressaltar que el General Llauder sosté un bastó imperial què representa tot el seu poder i totes les seves riqueses.

## Història del pintor

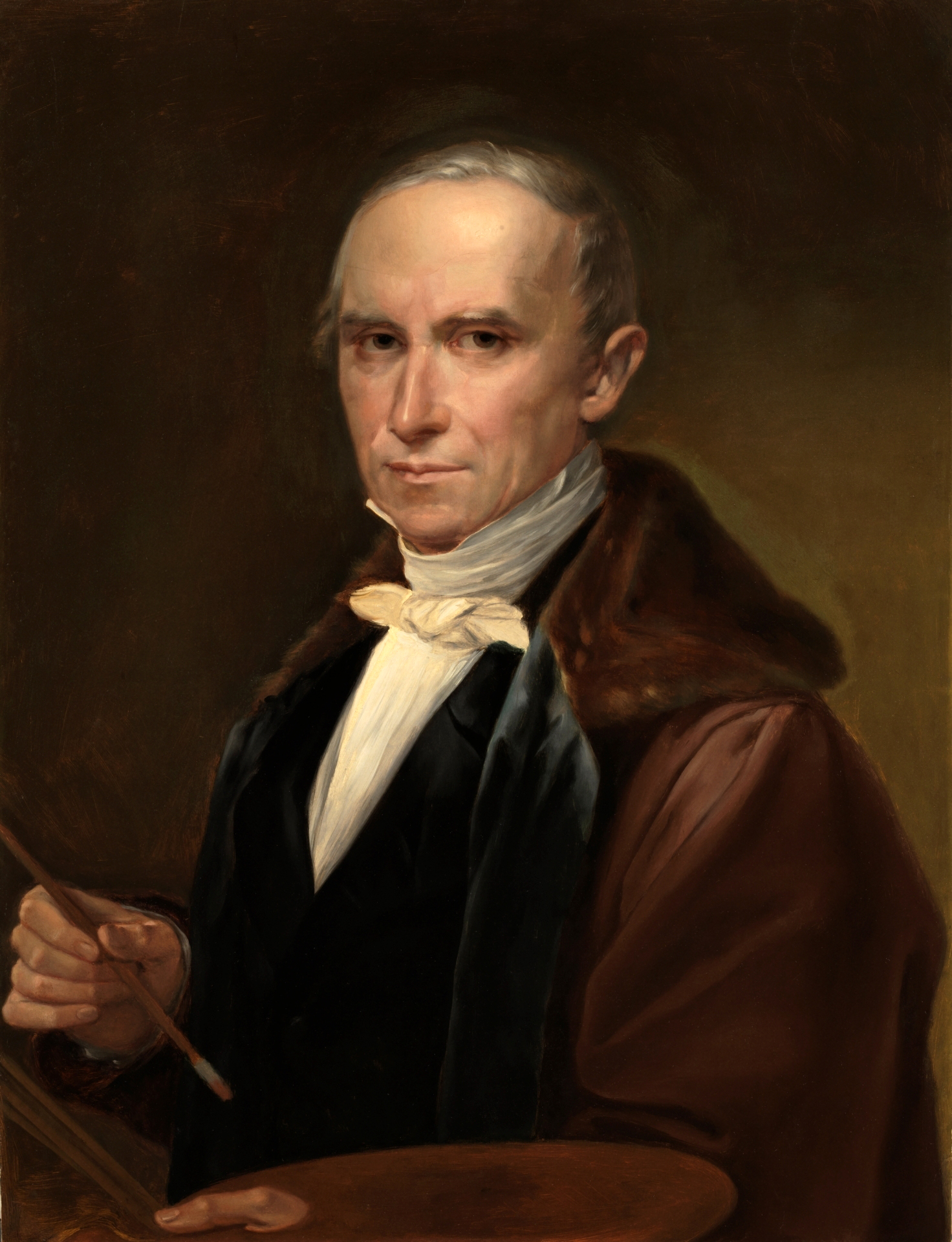
José de Madrazo

José de Madrazo i Agudo. (Santander, 22 d'abril de 1781 - Madrid, 8 de maig de 1759) Va ser un pintor i gravador espanyol, que va evolucionar del barroc al neoclàssic. Va ser pare de, Federico Madrazo, Pedro Madrazo, Lluís Magrazo, i Joan de Madrazo, avui de Raimundo Madrazo, Ricard Madrazo i Cecília de Madrazo, i besavi de Mariano Fortuny i Madrazo.
Va estudiar amb Gregori Ferro, qui li va ensenyar l'estil i la tècnica de la pintura d’Anton Raphael Mengs. En la Reial acadèmia de Belles Arts de Sant Fernando. En 1803 va anar a estudiar a París, amb Jacques-Lluís David, on es va formar com a veritable neoclàssic i va crear una amistat amb Ingrés. Al cap d'uns anys se'n va anar a Roma. Allà va ser on va completar la seva formació.
Durant la conquista francesa d'Espanya, Madrazo, junt amb altres artistes espanyols que es trobava a Roma, van ser empresonats pels francesos.
El 2 de setembre del 1809 es va casa amb Isabel Kuntze i Valentina en Roma. Era la filla del pintor silesio Tadeusz Kuntze.
En 1813, Madrazo va ser nomenat pintor de cambra de Carles IV. En els anys romans, Madrazo es va centrar sobretot a fer retrats, va fer nombroses obres que representen artistes i nobles de la societat Romana.
En 1815, les tropes del lloctinent Joaquim Murat, que era el rei de Nàpols durant l'imperi Napoleònic. Van entrar a Roma envaint els estats Pontifica. Després de la caiguda de Napoleó, d'unificar Itàlia baix el seu control. Això va provocar que els Reis Espanyols abandonessin el seu exili a Roma. Que va fer perdre a José de Madrazo el seu títol d'honorífic.
Amb l'arribada de Fernando VII va obtenir un gran poder dins dels cercles artístics. En 1818, José Madrazo va tornar a Madrid. Madrazo va reorganitzar el Museu del Prado. Es va ocupar de la catalogació de les col·leccions reals de pintura. Va ser un dels pioners de la litografia, va ser el primer que va introduir aquesta nova tècnica a Espanya mitjançant el Reial Establiment Litogràfic.
En 1823, va ser anomenat professor de pintura i director adjunt de l'Acadèmia de Belles Arts de Sant Fernando, i seguidament del Museu del Prado. Paral·lelament, va formar una valuosa col·lació particular de pintures.

## Història del quadre
Va ser un quadre pintat al segle XIX pel famós pintor José Madrazo. I protagonitzat pel General Llauder. Hi havia un segon quadre, que era amb honor a la seva dona, Buenaventura de Bransí i de Terrades, dama de l'ordre de María Luisa. Aquest mateix quadre es va vendre i no es va saber res més. En aquests moments es desconeix on s’ubica el quadre del General Llauder. Però en aquests últims anys, ha estat en vàries exposicions, com per exemple en el Museu del Prado.

## Història General Llauder

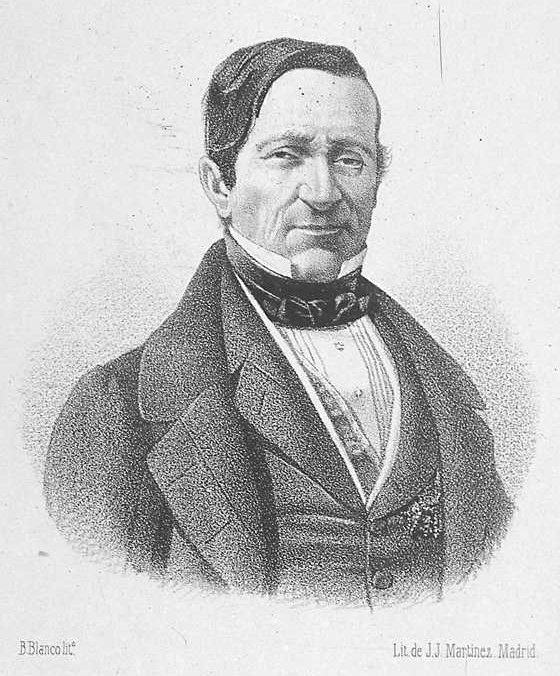
General Llauder

Manuel de Llauder va sé un marquès del Vallès de Ribes, militar i polític Espanyol. Va néixer en Argentona el 4 de juliol del1789.
Manuel Llauder era el seu pare, un ciutadà honrat de Barcelona. La seva mare era Tecla Camín, nascuda a Mataró. (1816) Estava casat amb Buenaventura, que va néixer a Barcelona, el seu pare era Bernardo Bransi, regidor perpetu de Barcelona.
Després de la seva formació inicial a l'Escola Pia i de Betlem de Barcelona, el 3 de setembre de 1805 va ingressar com a cadet d'Infanteria al Regiment d'Antònia, destinat a la plaça de Girona. La seva idea era ingressar a l'Acadèmia d'Enginyers d'Alcalá de Henares, però l'inici de la Guerra del Francès va acabar aquest projecte. La seva família estava en contra de les tropes de Napoleó, les quals van cremar vàries de les seves cases i propietats a Mataró el 16 de juny de 1808. La seva primera acció important va ser la participació en la defensa de la plaça de Girona que es va desenvolupar entre el 20 de juny i el 16 d'agost del 1808.
Els diferents relats ressalten especialment la seva actuació en la presa de l'ermita de la Mare de Déu dels Àngels la nit del 31 d'agost de 1809, en què es va mantenir durant diversos dies, gràcies a aquesta acció, li van donar l'ascens a capità. Tres setmanes més tard va tornar a entrar a Girona integrat a les tropes que dirigia el coronel Enrique O'Donnell. La campanya de 1811 la va iniciar el 19 de març a la batalla d'Arenys de Mar. En l'atac a Figueres va aconseguir guanyar una batalla contra els francesos.
En premi de la seva actuació se li va concedir el grau de coronel graduat del Regiment d'Infanteria. El batalló d'Infanteria de Mataró. En deixar les illes se li va confiar el Regiment de San Fernando, amb el qual va prendre part en els atacs a Olot i Banyoles, malauradament, va acabar ferit en aquesta última micció. El 21 de març es va apoderar de la plaça de Prats de Molló situada al territori francès.
La batalla de la vall de Ribes va ser un dels punts més importants de la seva carrera militar, ja que la seva actuació va ser premiada i reconeguda amb la Creu llorejada de San Fernando. Quan les tropes franceses es dirigien a França s'hi va enfrontar a Olot, Figueres i Bascara. El 24 de març de 1814 va formar part del primer exèrcit que va rebre a Ferran VII a la frontera espanyola de tornada del seu exili, i dos dies més tard, a l'infant en Carles. Poc després va ser nomenat governador del castell de Montjuïc, d’on va passar al segona brigada de la segona divisió de l'exèrcit de Catalunya.
El 30 de gener de 1824 va ser traslladat al govern de la plaça de Lleida. A principis d'abril de 1825 se'l va ordenar que investigués la situació política de certs pobles de Catalunya, en què s'havien detectat problemes entre els Voluntaris Realistes. Un mes més tard se'l va declarar exempt de la purificació, i poc després va ser nomenat inspector general d'Infanteria. En iniciar-se la sublevació dels Agreujats, va sol·licitar permís per traslladar-se a prendre banys a Catalunya, que li va ser concedit al 10 de juny de 1827. Després de la finalització d'aquesta sublevació va estar en una llista de candidats per fer-se càrrec de la Capitania General de Catalunya, que finalment va recaure al comte d'Espanya.
El 23 de novembre de 1829, amb motiu del casament de Ferran VII, va ser ascendit a tinent general. Manuel Llauder era una de les persones de confiança absoluta de Ferran VII. En la delicada conjuntura de 1830, se'l va nomenar capità general d'Aragó amb retenció de la Inspecció General d'Infanteria, i de forma gairebé immediata virrei, governador i capità general del regne de Navarra amb la presidència del seu Reial Consell, i capità general de les Províncies Bascongades. Des d'aquest lloc va tenir la responsabilitat de mantenir el control del territori després de l'entrada de les tropes de Mina a principis d'octubre i ordenar les execucions d'alguns presoners.
A finals d'aquest any va sol·licitar que el substituïssin per incorporar-se novament a la Inspecció General d'Infanteria, però va retirar la sol·licitud pocs dies més tard. Després dels successos de La Granja va ser nomenat governador i capità general del Principat de Catalunya i president de la seva Reial Audiència, substituint el comte d'Espanya. Tant el comte d'Espanya com el de Penne Vilamur van intentar evitar la seva arribada. La victòria a Maials davant de Carnisser, va suposar el fracàs de la revolta inicial a Catalunya
Poc després se'l va nomenar general en cap de l'exèrcit del Nord, que no va acceptar, per la delicada situació en què es troba el Principat de Catalunya. Llauder va ser nomenat membre del primer estament dels pròcers, però a causa de a la situació de la guerra a Catalunya no va jurar fins a la seva arribada a Madrid per ocupar la Secretaria d'Estat i del despatx de la Guerra. El seu nomenament, a què unia la Capitania General de Catalunya, va produir malestar entre la burgesia catalana que s'havia identificat amb la seva actitud, que identificaven amb una manera de pensar moderat malgrat els antecedents. Des de la premsa moderada, propera als companys de govern, va rebre nombroses incriminacions contra la política militar desenvolupada al nord d'Espanya.
A finals de desembre de 1839 va tornar a Espanya i va ser nomenat capità general de Granada, cosa que va rebutjar per motius de salut. El 26 d'octubre de 1849 va ser nomenat ministre del Tribunal Suprem de Guerra i Marina, en substituint Evaristo San Miguel.
Estava en possessió de diverses Creus de batalles de la Guerra del Francès. A més va ser premiat amb les Grans Creus de Sant Hermenegild, de Sant Ferran, de la Reial Ordre Americana d'Isabel la Catòlica, de la Real i Distingida Ordre de Carles III. Tenia a més la Gran Creu de la Real i Militar Orde de Sant Lluís de França. Amb data 5 de setembre de 1834 la Reina li va donar el títol de marquès de la Vall de Ribes.
Va ser nomenat soci supernumerari de la Reial Societat Econòmica Aragonesa d'Amics del País i acadèmic d'honor de la Reial Acadèmia de Nobles i Belles Arts de Sant Lluís de Zaragoza.
Finalment, va morir en Madrid el 6 de maig de 1851.

## Enllaços exterms
- https://research.kent.ac.uk/warandnation/es/1807-las-tropas-de-napoleon-ingresan-en-la-peninsula-iberica-y-los-reyes-de-espana-abdican/ (Tropes de Napoleó)
- https://www.elconfidencial.com/alma-corazon-vida/2015-08-29/nos-subestimo-espana-y-el-principio-del-fin-de-napoleon_992119/ (Napoleó, començament del seu principi)
- https://ifc.dpz.es/recursos/publicaciones/35/84/02francodeespes.pdf (Ocupació francesa d’Espanya)
- https://docs.google.cat/document/preview?hgd=1&id=1Oev4Mj8mgX9OPPLKZkQ_B8i8n0yebzewr8DWbOvj-tU%5BEnllaç+no+actiu%5D (Espanya en el segle XIX)
- https://www.aulamilitar.com/historiamilitarindependiencia1808-1814.htm (Història militar de la guerra de la inciclopèdia 1808-1814)
- http://www.xtec.cat/~jcaste16/historia%20d%27espanya.htm (Temes del segle XIX)